# Fire Inc.
Fire Inc. fue una banda estadounidense de Rock wagneriano, que lanzó dos canciones para la película Calles de fuego en 1984. Las dos canciones tuvieron un relativo éxito comercial aunque nunca subieron más allá del puesto 80 del Billboard Hot 100. En la película, Ellen Aim y los Attackers tocaron "Tonight Is What Means To Be Young" con Face to Face ejecutando la pieza de los Attackers y la actriz Diane Lane haciendo playback con la voz de Laurie Sargent. En 1989, Jim Steinman creó un nuevo grupo llamado Pandora's Box en el que incluía ocho de los miembros de Fire Inc. La discografía de Fire Inc. se reduce a las dos canciones realizadas para la película, la anteriormente mencionada "Tonight Is What Means To Be Young" y "Nowhere Fast".
En el álbum de Meat Loaf, Bad Attitude, de 1984, fue lanzada una versión diferente de "Nowhere Fast". Dicha versión estaba planeada originalmente para ser usada por Fire Inc. pero fue descartada por una versión mejor, también escrita por Steinman.

## Miembros
Los miembros con asterisco se trasladaron posteriormente al grupo Pandora´s Box.
- Laurie Sargent - Cantante
- Holly Sherwood - Cantante, coros*
- Rory Dodd - Cantante, coros*
- Eric Troyer - Coros*
- Rick Derringer - Guitarra
- Davey Johnstone - Guitarra
- Mike Landau - Guitarra
- Steve Buslowe - Bajo*
- Roy Bittan - Piano*
- Larry Fast - Sintetizador
- Jim Steinman - Teclados adicionales*
- Max Weinberg - Batería
- Joe Stefko - Batería y programación
- Jimmy Bralower - Batería y programación*